# Cutting (modifikace těla)

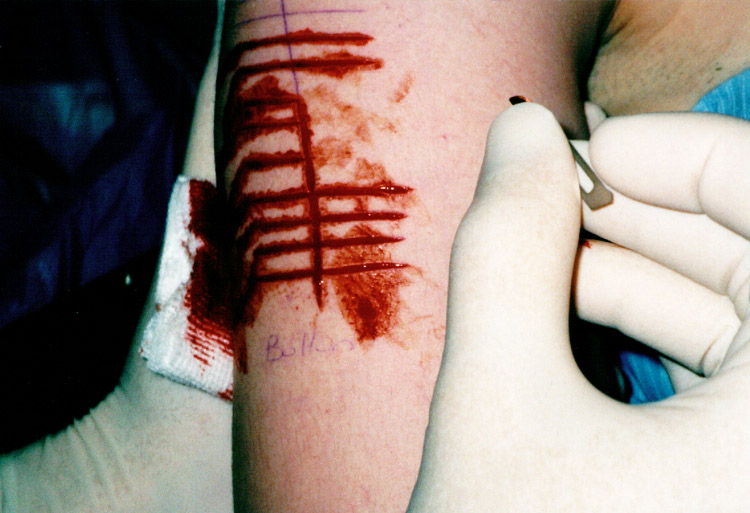
Proces vytváření cuttingu

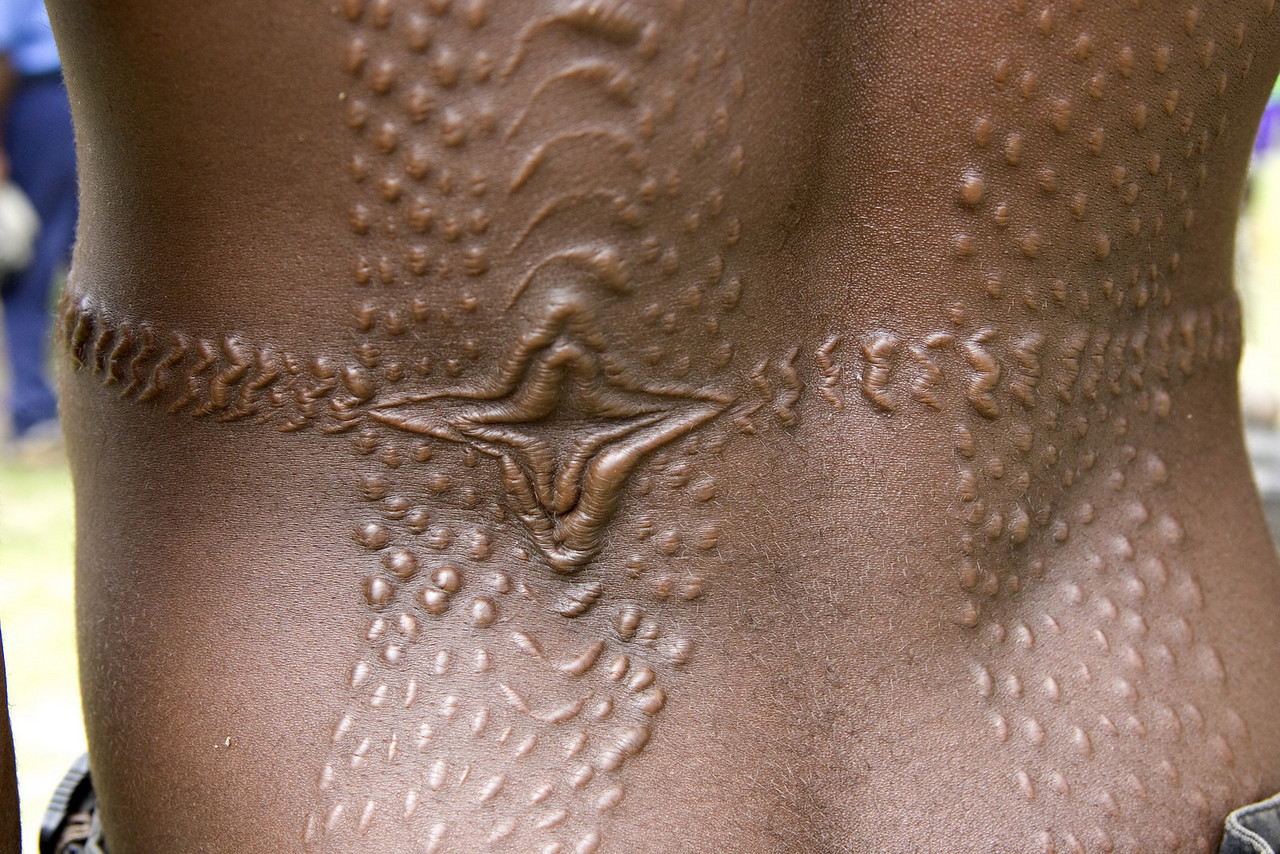
Výsledný vzhled cuttingu, Papua Nová Guinea

Cutting (z anglic. vyřezávání, také jizvení) je nevratná modifikace vzhledu kůže lidského těla, která spočívá v záměrném řezání předem plánovaných linií křivek nebo ornamentů do kůže pro kosmetické, estetické, erotické nebo rituální účely. 
Je jednou ze tří metod skarifikace, dalšími jsou vypalování (branding) a tetování. Někdy bývá cutting řazen mezi techniky tetování
Celý zákrok se většinou provádí bez umrtvení s použitím skalpelu, nebo rozžhaveného kovu. Do rány může být aplikován také inkoust, jímž se vytvoří efekt podobný běžnému tetování. Oproti klasickému tetování strojkem rána nikdy nesplyne z kůží a stopy řezu zůstávají vystouplé.
Řez zpravidla nedosahuje do větší hloubky než 3 mm, je rovnoměrný. U klasického cuttingu nedochází k odstranění kůže. Následná péče, o které provádějící informuje, se pak liší od jedince k jedinci podle požadovaného výsledku. Bolest spojená s řezáním bývá srovnávána s tetováním, ale je velmi individuální, takže se pro někoho může velmi lišit.
Bolestivější a výraznější formou cuttingu je řezání spojené s odstraněním kůže. Při tomto procesu je také používán skalpel, ale nejde o pouhé tvoření linií. Do kůže se vyřízne obrys, ale do menší hloubky, a následně se pokožka zespodu odřezává. Nedoporučuje se odnětí velké plochy, protože kůže na lidském těle hraje důležitou roli.